# Place du Petit-Pont
La place du Petit-Pont è una piazza situata nel centro di Parigi, sulla rive gauche della Senna, nel V arrondissement all'interno del Quartier de la Sorbonne.
Inizia dal quai (riviera) de Montebello e dal quai Saint Michel per finire al numero 45 della Rue de la Bûcherie e al numero 2 della Rue de la Huchette.

## Storia

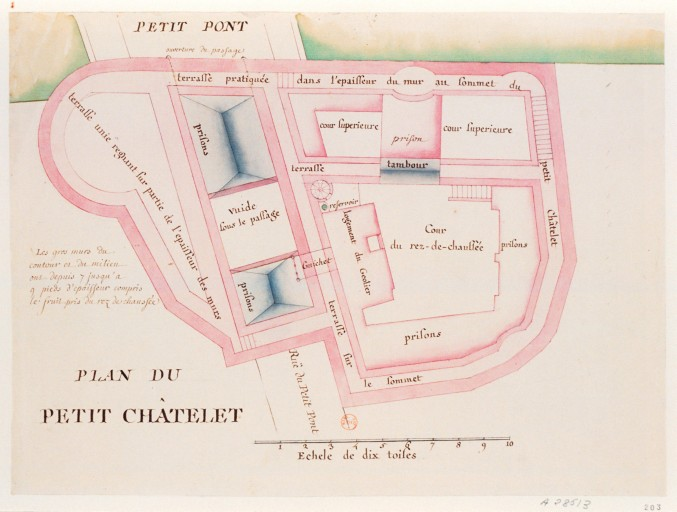
Pianta del Petit Châtelet di Parigi.

Piazza creata verso il 1782 dopo la demolizione del Petit Châtelet (e in particolare della sua prigione che costituisce il luogo esatto dell'attuale piazza) con la funzione di proteggere l'accesso al vicino Petit-Pont che attraversa la Senna con la via d'accesso a sud, allora chiamata place Gloriette. Situata sul prolungamento della rue Saint-Jacques che costituiva il Cardine romano, questo spazio è una delle parti della città più antica, risalente al periodo dell'urbanizzazione romana di Lutezia.

## Siti particolari
- Il Petit-Pont che dà accesso all'île de la Cité.

## Accessi
La place du Petit-Pont è collegata dalla linea ferroviaria RER linea C d'Île-de-France alla stazione Gare Saint-Michel - Notre-Dame, inoltre dalla linea 4 della metropolitana alla stazione Saint-Michel, e dalle linee del Bus RATP 27, 38, 47, 81.